# Jean de La Tour

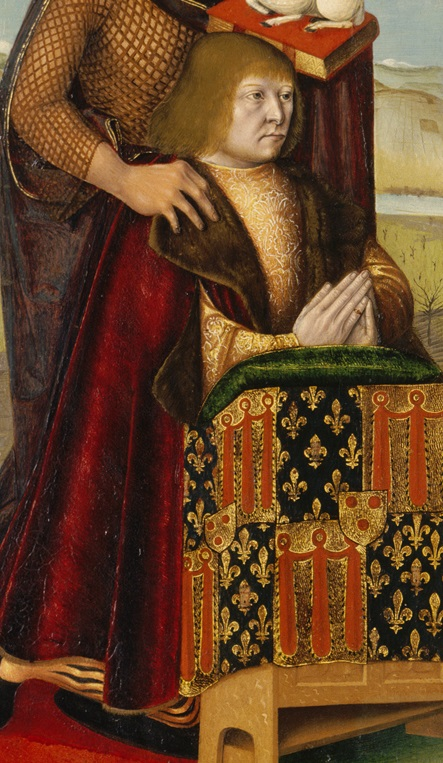
Jean de La Tour d’Auvergne, Ausschnitt aus dem Triptychon in Vic-le-Comte, 1497, North Carolina Museum of Art

Jean de La Tour (* 1467; † 28. März 1501) war Graf von Auvergne, Graf von Lauragais und Sire de La Tour aus dem Haus La Tour d’Auvergne.

## Leben
Jean de La Tour war der Sohn von Bertrand VI. de La Tour, Graf von Auvergne und Graf von Boulogne (bis 1477) bzw. Lauragais (ab 1477) († 1494), und Louise de La Trémoille, Dame de Boussac et de Saint-Just. Er war selbst Graf von Auvergne und Lauragais und Seigneur de La Tour.
Per Ehevertrag vom 2. Januar 1495 heiratete er Jeanne de Bourbon, genannt la Belle und la Jeune († 22. Januar 1512), Tochter von Jean de Bourbon, Comte de Vendôme († 1478), und Isabelle de Beauvau, Dame de Champigny-sur-Veude et de La Roche-sur-Yon († 1475). Sie war die Witwe von Herzog Jean II. de Bourbon, Connétable von Frankreich. Ihre Kinder waren:
- Anne (* wohl 1496; † Juni 1524 auf Burg Saint-Saturnin), 1501 Comtesse d'Auvergne; ⚭ 8. Juli 1505[4] John Stewart, 2. Duke of Albany, Regent von Schottland († 2. Juni 1536), Sohn von Alexander Stewart, 1. Duke of Albany († 1485) und Anne de la Tour d’Auvergne († 1512)
- Madeleine (* 1501; † 28. April 1519 in Urbino); ⚭ 26. Januar oder 2. Mai 1518[5] Lorenzo di Piero de’ Medici, Herzog von Urbino (* 9. September 1492 in Florenz;† 4. Mai 1519 in der Villa Medici von Careggi), Sohn von Piero di Lorenzo de’ Medici und Alfonsina Orsini – die Eltern von Caterina de’ Medici
- Tochter (* 1501; †klein)

Per Ehevertrag vom 27. März 1503 heiratete Jeanne de Bourbon in dritter Ehe François de la Pause, Baron de la Garde. Diese Ehe führte dazu, dass ihre älteste Tochter 1505 verheiratet wurde – auf Drängen von König Ludwig XII., der verhindern wollte, dass Jeanne und ihr neuer Ehemann zu viel Einfluss in der Grafschaft Auvergne gewannen.